# William Wallace
 Der er flere personer med dette navn, se William Wallace (flertydig).
William Wallace (ca 1271 - 23. august 1305) var en skotsk frihedshelt. Han blev fanget, tortureret og henrettet. 
Han ledte sine landsmænd til modstand mod den engelske besættelse af Skotland under  kong Edvard 1. af Englands regime i løbet af den første periode af Den skotske uafhængighedskrig. William Wallace er den «Braveheart» som Mel Gibson portræterede i filmen med samme navn. Wallace blev ofte beskrevet som ‘en af folket’, i modsætning til en anden skotsk helt som Robert Bruce, en fransktalende adelsmand af normannisk familie, og som i begyndelsen stadig indgik kompromisser med England. Wallace afviste alle kompromisser og det blev til slut hans ydmygende død.

## Baggrund
William Wallace, den anden søn af tre til Sir Malcolm Wallace, blev født omkring 1271 (antagelig en gang mellem 1270 og 1276) i Skotland i landsbyen Elerslie som i dag hedder Elderslie. De historiske dokumenter om den adelige slægt Wallace er desværre begrænset. 
Selv om de fleste historikere finder det sandsynlig at William Wallace kommer fra byen Elerslie, er hans fødested stadig omdiskuteret. Der er ikke mindre end seks grupper af Huset Wallace, og antagelig kom William Wallace fra den mest berømte, Wallace af Elerslie. De øvrige er:
- Wallace af Cairnhill
- Wallace af Cessnock
- Wallace af Cragie
- Wallace af Kelly og
- Wallace af Riccarton

Wallensis er latin, betyder en briter fra Strathclyde (som forblev et uafhængig kongedømme indtil 1018), og omkring 1170 tog en Richard Wallensis landområderne Riccarton i Ayrshire og blev dermed Wallace af Riccarton. Derefter blev familien spredt i flere grupper. Skotlands historie er præget af forskellige familier og krigene mellem dem. 
William Wallaces far, Sir Malcolm Wallace, var ridder, men var ikke involveret i den skotske adels politik. Han ejede et stykke land og levede et fredeligt liv. Malcoms kone Margaret Craufurd kom fra området Loudoun i østlige Ayrshire. Hun fødte ham tre sønner; Malcolm, William og John.

### Skotland i Wallaces tid
Omkring tiden for Wallaces fødsel havde kong Alexander III regeret i over tyve år. Hans styre havde været en periode af fred og økonomisk stabilitet. Han havde med succes forsvaret landet mod det engelske krav om overkongedømme. I 1286 døde kong Alexander efter et styrt fra sin hest, og efterlod sig ingen arvinger. De skotske lorder erklærede Alexanders fire år gamle barnebarn Margaret, også kaldt «Jomfruen fra Norge», for dronning. På grund af at hun var mindreårig blev der dannet en midlertidigregering til at administrere Skotland indtil hun var blevet voksen.
Kong Edvard 1. af England udnyttede den skotske ustabilitet og fik forhandlet sig frem til Birgham-traktaten mellem England, Skotland og Norge, hvor hans unge søn Edvard blev forlovet med barnet Margaret af Norge. Traktaten lovede også den skotske adelstand, at Skotland skulle beholde sin status som en selvstændig nation. Men Margaret blev syg og døde i en alder af syv i 1290 på rejsen fra Norge til Skotland. Den unge pige blevet politisk offer i stormagtsspillet mellem de tre nordatlantiske sønationer Norge, Skotland og England. Omgående trådte et antal skotske udfordrede frem og krævede den skotske trone.
For at undgå dette henvendte skotterne sig til Edvard I af England og bad ham være en upartisk dommer til valget af en ny konge. Den engelske konge kom, men tvang skotterne til at acceptere ham som overkonge som skulle afgøre stridigheder i en vassalstat. Derefter valgte han John Balliol til skotternes næste konge og krævede derefter at denne skulle sværge troskab til ham. I marts 1296 fornyede Balliol sin troskabsed til kong Edvard, og i slutningen af måneden stormede Edvards hær den daværende skotske by Berwick-upon-Tweed, og dræbte alle beboerne, selv de som søgte beskyttelse i kirkerne. Paven havde på dette tidspunkt sit hof i Gascogne i Frankrig, et område styret af Edvard, og paven gav ham en medalje for disse «retfærdige handlinger».
I slaget ved Dunbar i Lothain i april 1296 sejrede den engelske konge, i juli tvang han John Balliol til at abdicere ved slottet Kincardine i nordøstlige Skotland.
Edvard drog personlig til Berwick i august for formelt at kræve troskab fra ca. 2 000 skotske adelige. Skotland var da i praksis okkuperet af England med engelske soldater på alle fæstninger.
Sir William Wallaces liv er blevet markeret med en mindesten i nærheden af det sted, hvor han blev henrettet. Eftertiden anerkender ham som skotsk frihedskæmper og forsvarer af det skotske folk i kampen mod Britannien (England) 
På mindestenen, der står uden for Barts Hospital i England, står der følgende: "Dico Tibi Verum Libertas Optima Rerum Nunquam Servili Sub Nexu Vivito Fili" = "I tell you the truth, the best of all things is freedom, never son, live under the bonds of slavery." = "Jeg siger dig sandheden, den bedste af alle ting er frihed, lev aldrig under lænkerne af slaveri, min søn". Nederst står der desuden: "Bas Agus Buaidh", som er et gælisk/skotsk slagord for "Død og sejr"
Da han endte sine dage ved halshugning i England, havde han levet et liv som en godsejer, og senere kommandør i den skotske uafhængighedskrig. 
I krigen blev han husket for sine rævesnu angreb på briterne, der ofte blev tilintetgjort i blodige slag. Wallace er senere blevet kendt for at have anført et angreb ved Stirling Bridge, hvor Jarlen af Surres professionelle hær med 3.000 ryttere og 10.000 mænd bogstavelig talt blev slagtet af William Wallaces skotske hær, der var i kraftigt undertal. Dette slag gjorde skotterne sikre og fyldte dem med håb om et frit Skotland. 
Efter slaget ved Stirling Bridge blev William Wallace slået til ridder sammen med sin næstkommanderende, (Sir) John Graham, af Robert The Bruce. Sammen med sin adelstitel blev William Walace benævnt "Beskytter af Skotland og Leder af dens hære"
Kong Edvard 1. af England indsatte i stedet Johan Balliol som vasalkonge og udøvede direkte kontrol over Skotland, men skotterne modsatte sig at blive underlagt engelsk styre, først under ledelse af William Wallace og Andrew Murray, der støttede Johan Balliol, som sad i engelsk fangeskab. Mod alle odds slog de to hærførere englænderne i Stirling Bridge i 1297. Den legendariske Robert Bruce, som blev kronet som Robert 1. den 25. marts 1306, vandt en afgørende sejr over englænderne i slaget ved Bannockburn mellem den 23. og 24. juni 1314, men krigen blussede op igen under den anden uafhængighedskrig fra 1332 til 1357, da Edvard Balliol forsøgte uden held, selv med aktiv støtte fra England, at vinde tronen tilbage fra Bruce-familiens arvinger. Ved fremkomsten af Stewart-dynastiet i 1370'erne begyndte situationen i Skotland igen at stabilisere sig.
Sir William Wallaces sværd er bevaret og kan ses på museet Wallace Monument. Sværdet er 16 3cm langt, bladet alene 132 cm. Det er ukendt, hvorfra det stammer, da man ikke har fundet smedens præg i sværdet, men analyser af sværdets metallegering peger på Skotland. Dog ved man, at sværdet hedder Alba.